# Модели оценки ценности информации
Модели ценности защищаемой информации — модели для определения ценности информации с целью организации её защиты от потери и несанкционированного копирования.
Информация носит нематериальный характер, если не нанесена на материальный носитель, но при этом способна играть важную роль. С развитием информационных технологий, появилась возможность неограниченно размножать информацию. Для сравнения, несколько столетий назад, для копирования материального носителя информации, требовались значительные усилия и время; создавать копии могли в основном только специально подготовленные люди. На данный момент, значительный объём информации хранится на цифровых материальных носителях, и копирование информации уже не является творческим и дорогостоящим процессом.
В связи с тем выросла вероятность утечки защищаемой информации и её распространения, и необходимо применять защитные меры для предотвращения её утечек. Для организации защиты информации необходимы средства и усилия, в связи с этим необходимо соотносить ценность защищаемой информации и потери на организацию её защиты. Для решения этой задачи вводятся дополнительные понятия — модели ценности информации.
Ниже рассмотрены следующие модели определения ценности информации: аддитивная модель, анализ риска, порядковая шкала, решётка подмножеств.

## Аддитивная модель
Предположим, что имеется информация, которая представлена в виде конечного множества элементов, и задача заключается в оценке данной информации в денежном эквиваленте. При использовании аддитивной модели определение ценности базируется на экспертных оценках компонент данной информации, и при объективности денежных оценок её компонент подсчитывается искомая величина — их сумма в денежном эквиваленте. Основная проблема заключается в том, что количественная оценка компонент информации часто оценивается необъективно, даже при её оценке высококвалифицированными специалистами — причина заключается в неоднородности компонент информации в целом. Для решения этой проблемы принято использовать иерархическую относительную шкалу, которая представляет собой линейный порядок, с помощью которого сравниваются отдельные компоненты защищаемой информации по ценности одна относительно другой. Случай единой шкалы равносилен тому, что все компоненты, имеющие равную порядковую оценку, равноценны одна относительно другой.
В качестве примера можно рассмотреть следующую ситуацию. Пусть даны {\displaystyle n} объектов: {\displaystyle O_{1},\dots ,O_{n}} оценка производится по пятибалльной шкале (1—5); результат оценки экспертами — вектор ценностей объектов каждого относительно другого: {\displaystyle (3,1,\dots ,4)}. Предположим, что изначально определена цена одного из объектов (для определённости, рассмотрим цену первого объекта) — например, {\displaystyle 150} денежных единиц.
Исходя из этого, вычисляется стоимость одного балла {\displaystyle C_{1}/k=50} ден.ед., где k — оценка первого объекта в баллах, и аналогичным образом производится оценка в денежных единицах других объектов: {\displaystyle C_{2}=50} ден.ед., и т. д. Сумма стоимостей компонент информации даёт сумму — стоимость всей информации.
Рассмотрим обратную ситуацию. Если известна конечная стоимость информации, то исходя из неё можно обратным преобразованием (с помощью балльного распределения) определить стоимость каждой компоненты информации.

## Анализ риска
Предположим, что произведена оценка стоимости информации с помощью аддитивной модели оценки стоимости информации. Оценка возможных потерь основывается на уже известных стоимостей компонент информации, исходя из прогнозирования возможных угроз компонентам информации. Возможность каждой угрозы оценивается с помощью вероятностных оценок соответствующих событий: подсчитывается сумма математических ожиданий потерь для каждой из компонент по распределению возможных угроз.
В качестве примера можно рассмотреть следующую ситуацию. Пусть даны n объектов: {\displaystyle O_{1},\dots ,O_{n}}, стоимости которых {\displaystyle C_{1},\dots ,C_{n}}. Предположим, что при ущербе одному объекту стоимость других объектов не снижается, и что для каждого из объектов: {\displaystyle p_{i}} — вероятность нанесения ущерба объекту {\displaystyle O_{i}}. Функция потерь ущерба для {\displaystyle O_{i}} следующая:
{\displaystyle W_{i}=C_{i}}, если объекту i нанесён ущерб,
{\displaystyle W_{i}=0}, в другом случае.
Оценка случая реализации потерь от реализации угроз объекту i равна {\displaystyle EW_{i}=p_{i}C_{i}}. Вследствие принятых предположений, общая потеря системы подсчитывается как сумма потерь по компонентам: {\displaystyle W=W_{1}+\ldots +W_{n}}. В таком случае ожидаемые потери (как средний риск) определяются выражением: {\displaystyle EW=\Sigma p_{i}C_{i}}.
Существуют методы, реализующие автоматизированную оценку риска, некоторые из них перечислены ниже. В данной статье рассмотрены получившие широкое распространение методы проведения анализа рисков: CRAMM, RiskWatch, ГРИФ.

## Популярные методы проведения анализа риска

### Метод CRAMM
CRAMM (the UK Government Risk Analysis and Management Method) — метод, разработанный Службой Безопасности Великобритании и является государственным стандартом Великобритании. Получивший широкое распространение в мире, данный стандарт используется как в коммерческих, так и государственными организациями Великобритании с 1985 года. Метод CRAMM был изобретён фирмой Insight Consulting Limited.
Базируясь на комплексном подходе к оценке рисков, метод CRAMM сочетает количественные и качественные методы анализа рисков и может быть применён как в крупных, так и небольших организациях. Имеются различные версии CRAMM для разных типов организаций, они отличаются базами знаний (профилями): существует коммерческий профиль и правительственный профиль (с помощью которого имеется возможность проводить аудит в соответствие с требованиями американского стандарта ITSEC — так называемой «оранжевой книгой»).

### Метод RiskWatch
Разработанный американской компанией RiskWatch Inc., одноимённый программный продукт служит мощным инструментом анализа и управления рисками. Данное семейство продуктов используется для различных видов аудитов безопасности и содержит следующие средства:
- RiscWatch for Physical Security — инструмент для физических методов защиты информационных систем;
- RiscWatch for Information Systems — инструмент, применяемый к информационным рискам;
- HIPPAA-WATCH for Healthcare Industry — инструмент для оценки соответствия стандарта HIPAA;
- RiskWatch RW17799 for ISO17799 — для оценки требованиям стандарта ISO17799.

Критериями для оценки и управления рисками в методе RiskWatch служит «предсказание годовых потерь» (ALE — Annual Loss Expectancy) и оценка подсчёта ROI(Return on Investment) — «возврата от инвестиций».

### Метод ГРИФ
В отличие от западных систем анализа рисков, достаточно громоздких и не предполагающих самостоятельное применение IT-менеджерами и системными администраторами, система ГРИФ располагает интуитивно-понятным интерфейсом. Но при всей простоте, в системе ГРИФ реализованы огромное количество алгоритмов анализа рисков, учитывающие более ста параметров, и система способна предоставить максимально точную оценку рисков, которые имеют место в информационной системе. Важная особенность ГРИФ — в предоставлении возможности самостоятельной, без привлечения экспертов, оценки рисков в информационной системе, оценка текущего состояния, и расчёта инвестиций в целях обеспечения защищённости информации.

## Порядковая шкала
Существуют случаи, когда не имеется необходимости или возможности установки соответствия ценности информации в денежных единицах (например, информация личного характера, военная или политическая информация, оценка которой в денежном эквиваленте может быть неразумной), но при этом может иметь смысл сравнительная оценка отдельных информационных компонент одной компоненты относительно другой.
В качестве примера можно рассмотреть ситуацию в государственных структурах, где информация разбивается по грифам секретности. В свою очередь, грифы секретности представляют собой порядковые шкалы ценностей, например: несекретно, для служебного пользования, секретно, совершенно секретно, особой важности (НС, ДСП, С, СС, ОВ); по американской системе: unclassified, confidential, secret, top secret (U, Conf, S, TS). Чем выше класс грифа, тем большую ценность имеет защищаемая информация, в связи с чем по отношению к ней применяются более высокие требования по её защите от несанкционированного доступа.

## Модель решётки ценностей
Модель решётки ценностей — это обобщение порядковой шкалы. Предположим, что дано {\displaystyle SC} — конечное частично упорядоченное множество относительно бинарного отношения {\displaystyle <}, то есть для каждых {\displaystyle A,B,C} выполняется:
1. рефлексивность: {\displaystyle A>A,}
2. транзитивность: {\displaystyle A<B,B<C=>A<C,}
3. антисимметричность: {\displaystyle A<B,B<A=>A=B.}

По определению, для А, B∈SC элемент C=A⊕B∈SC называется наименьшей верхней границей (верхней гранью), если:
1. {\displaystyle A<=C,B<=C},
2. {\displaystyle A<=D,B<=D=>C<=D} для всех {\displaystyle D\in SC}.

При этом необязательно существование самого элемента {\displaystyle A\oplus B}. Если выполнено условие существования наименьшей верхней границы, то из антисимметричности следует единственность.
По определению, элемент {\displaystyle E=A\otimes B\in SC} называется наибольшей нижней границей для А, B∈SC (нижней гранью), если
1. {\displaystyle E<A,E<B,}
2. {\displaystyle D<A,D<B=>D<E.}

Существование этой нижней границы также не является обязательным. Если она существует, то из антисимметричности следует единственность.
По определению, {\displaystyle (SC,<)} называется решёткой, если для любых {\displaystyle A,B\in SC} существует {\displaystyle A\oplus B\in SC} и {\displaystyle A\otimes B\in SC}.